# 2-й корпус НГУ «Хартія»
2-й корпус Національної гвардії України «Хартія» (2 КНГУ, в/ч 4125) — оперативно-тактичне з'єднання в лавах Національної гвардії України. Корпус створений 2025 року на фоні реформування Сил оборони України у корпусну систему.

## Історія

### Передумови
Наприкінці лютого 2025 року український журналіст Юрій Бутусов повідомив, що на Ставці рішенням військового керівництва було ухвалене рішення про створення армійських корпусів, а також затверджені командири.

### Створення
15 квітня 2025 року командувач Національної гвардії України Олександр Півненко повідомив про створення двох корпусів: 2-го корпусу НГУ «Хартія» та 1-го корпусу НГУ «Азов». 2-й корпус «Хартія» формувався на основі 13-ї бригади оперативного призначення «Хартія» і його очолив її командир, полковник Ігор Оболєнський («Корнет»). Окрім 13-ї бригади до корпусу увійшли 3 БрОП «Спартан», 4 БрОП «Рубіж», 17-та бригада «Рейд» та 18-та бригада.

## Структура
- 3-тя бригада оперативного призначення НГУ
- 4-та бригада оперативного призначення НГУ
- 13-та бригада оперативного призначення НГУ «Хартія»
- 17-та бригада НГУ
- 18-та бригада НГУ
- Батальйон ППО (ЗУ-23-2 і Stinger)[6]
- Батальйон логістики[7]

## Командування
- з 2025: полковник Оболєнський Ігор Георгійович[2][3]